# Ілхом Зайлабетдинов
Ілхом Зайлабетдинов (нар. 30 травня 1975) — киргизький футболіст, який грав на позиції захисника, пізніше киргизький футбольний тренер. Відомий за виступами за низку киргизьких та узбецьких клубів, а також у складі збірної Киргизстану. Кращий футболіст Киргизстану 1996 року.

## Кар'єра футболіста
Ілхом Зайлабетдинов розпочав виступи на футбольних полях у 1992 року в складі команди найвищої ліги Киргизстану «Семетей» (Кизил-Кія), у складі якого грав до 1995 року, та кілька разів ставав призером першості країни, а в 1995 році став володарем Кубка Киргизстану. Після розформування команди з Кизил-Кія в 1996 році перейшов до складу клубу «Металург» (Кадамжай), у складі якого став у цьому році чемпіоном країни та фіналістом Кубку, а також був визнаний кращим футболістом країни, проте й цього разу в команди закінчились кошти на існування, й Зайлабетдинов покинув команду, після чого кілька років грав у клубах нижчих ліг Узбекистану.
У 2002 році Ілхом Зайлабетдинов став гравцем команди вищого дивізіону Узбекистану «Коканд 1912». Наступного року киргизький футболіст грав у складі іншого клубу вищого узбецького дивізіону «Цементчі» (Кувасай), проте команда вибула з вищого дивізіону. У 2005—2006 роках Зайлабетдинов грав на батьківщині в клубі «Жаштик-Ак-Алтин», у кінці 2006 року знову грав у складі клубу «Цементчі», після чого завершив виступи на футбольних полях.

## Виступи за збірну
У 1996 році Ілхом Зайлабетдинов дебютував у складі національній збірній Киргизстану в матчі проти збірної Саудівської Аравії. У цьому ж році він зіграв ще один матч у складі збірної, після чого до її складу не залучався.

## Тренерська кар'єра
Після закінчення виступів на футбольних полях Ілхом Зайлабетдинов працював у тренерському штабі свого колишнього клубу «Цементчі» (Кувасай). У 2018 році Зайлабетдинов працював тренером узбецького клубу «Нефтчі» (Фергана). З 2019 року Ілхом Зайлабетдинов разом із Абдумаліком Хакімовим ділить посаду головного тренера клубу «Цементчі».

## Досягнення

### Командні
- Чемпіон Киргизстану — 1996
- Володар Кубка Киргизстану — 1995

### Особисті
- Кращий футболіст Киргизстану — 1996